# Rudolf Schmitt-Sulzthal

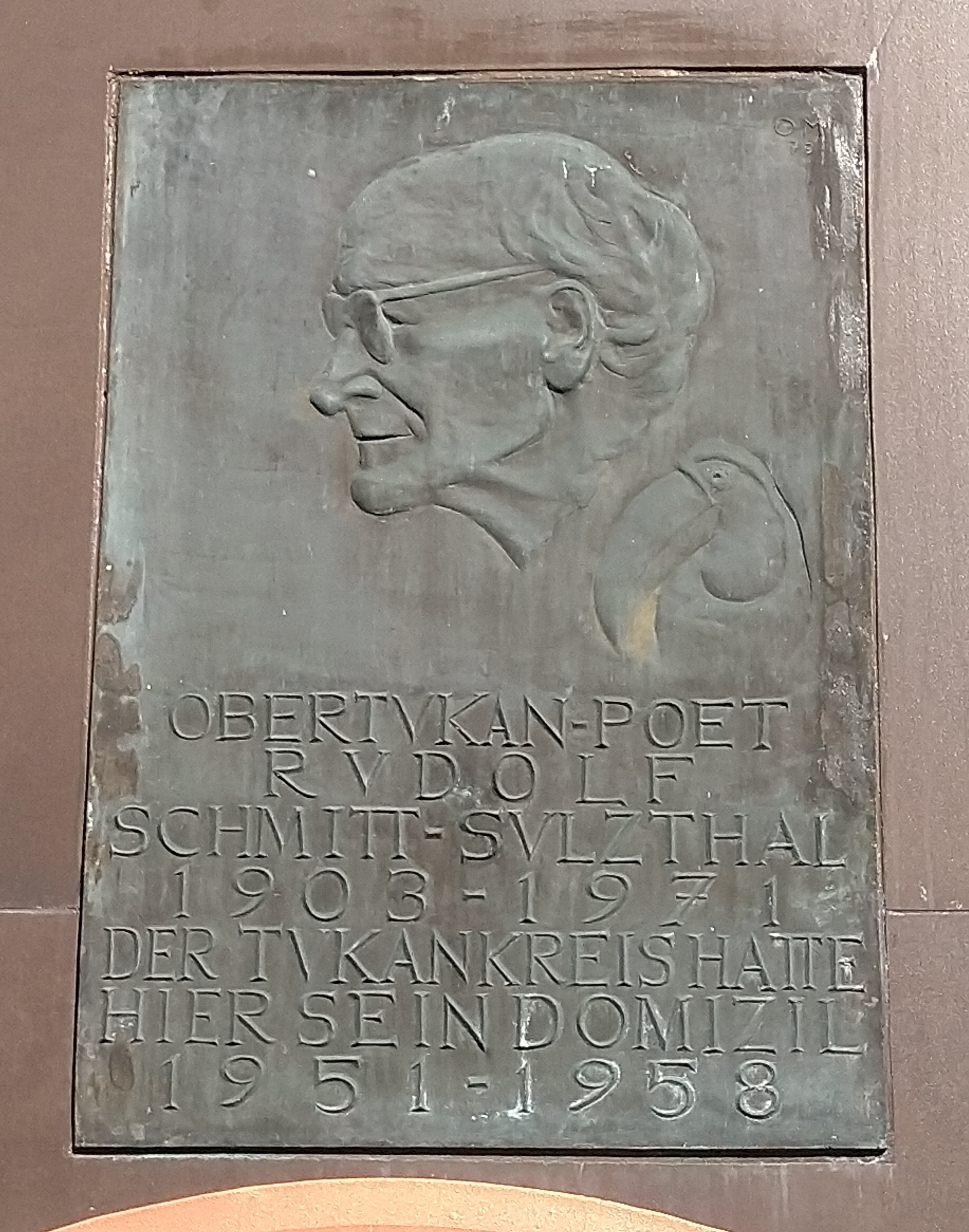
Gedenktafel in München (Leopoldstraße 74)

Rudolf Schmitt-Sulzthal (geboren als Rudolf Schmitt; 24. August 1903 in Sulzthal, Unterfranken; † 7. März 1971 in München) war ein deutscher Dichter und Schriftsteller. Er tat in besonderer Weise als Gründer des Tukan-Verlags und des Tukan-Kreises hervor. Letzterer vergibt jährlich den Tukan-Preis für herausragende literarische Werke Münchener Autoren.

## Leben
Kurz nach Rudolfs Geburt und der seines Zwillingsbruders Winfried zog ihr Vater Michael Schmitt (1878–1943) mit ihnen nach München. Nach einer anderen Darstellung erfolgte der Umzug erst Anfang der 1920er Jahre, also im oder kurz vor dem Erwachsenenalter Schmitts. Michael Schmitt war Kirchenmaler.
Rudolf ging in München zur Schule und studierte Philosophie, Literaturgeschichte und Gesang. Im März 1930 gründete er den Tukan-Verlag, möglicherweise in Anlehnung an den großen Schnabel des Tukans. Nach der Beschreibung in der Tukan-Reihe des Verlags könnte auch das Form- und Farbenspiel des Tukans in Bezug auf die Zielsetzung des Verlags eine Rolle für die Namensgebung gespielt haben. Schmitt leitete zudem einen Buchclub und hielt Lesungen. Wegen des häufigen Namens Schmitt in München nannte er sich nach seinem Geburtsort Schmitt-Sulzthal. 1933 gründete er den Tukan-Kreis. Gerüchte aus der Zeit nach 1945 um Probleme des Kreises mit den Nazis als neue Machthaber in Deutschland treffen wohl eher weniger zu. 1937 verboten sie dennoch den Tukan-Kreis, was aus „Prinzipien der ‚Gleichschaltung‘“ seitens des Tukan-Kreises wohl aber hingenommen wurde. Später gelangte Schmitt in russische Kriegsgefangenschaft.
Nach dem Krieg kehrte er nach München zurück, eine Neugründung des Verlags misslang ihm aber. Am 24. April 1950 im damaligen Bohème-Café Stefanie fand eine Jubiläumsfeier statt, woraufhin zweiwöchig wieder Lesungen stattfanden. Beispielsweise Erich Kästner, Walter Kolbenhoff, Leonhard Frank, Günter Eich, Hermann Kesten, Luise Rinser, Carl Amery und Oskar Maria Graf traten in Erscheinung. Ilse Aichinger, Ernst Penzoldt, Friedrich Märker und Simon Glas waren auch anzutreffen.

„Tukan hieß das Zauberwort in München für eine Mischung literarischer Vielfalt bei immer größer werdender Prominenz“

1958 leitete Schmitt-Sulzthal den vierten internationalen Schriftstellerkongress. Er war auch Präsident des Verbands deutscher Schriftstellerinnen und Schriftsteller in Bayern. 1963 empfing er den Schwabinger Kunstpreis.
Im Jahr 1965 gewann Schmitt-Sulzthal die Stadt München für eine jährliche Verleihung des Tukan-Preises, den er im Jahr 1966 auch gewann.
Nach Schmitts Tod im Jahr 1971 übernahm seine Witwe Erica die Leitung über den Kreis, Anfang der 1980er Jahre übergab aber auch sie an Hans Dieter Beck. Der regelmäßige Gast des Tukan-Kreises war ihr von Karl Ude vermittelt worden, zur Überraschung Becks, der sich eher als Laie sah.
Der Tukan-Kreis besteht bis zum heutigen Tag.
Der schriftliche Nachlass von Rudolf Schmitt-Sulzthal liegt in der Monacensia im Hildebrandhaus.

## Ehrungen
- Gedenktafel aus Bronze mit seinem Abbild an einem Haus in der Leopoldstraße 74 in München.
- Tukan-Preis (1966)
- Schwabinger Kunstpreis (1963)

## Schriften (Auswahl)
- Sternenkorn ist ausgesät. 1963
- Die Faschingsochsen von Bordeaux und andere Histörchen. München 1963
- Sternenkorn ist ausgesät. Der Vier-Groschen-Bogen. 1963
- Dichter und ein großer Schnabel. München 1956
- Unterm Maibaum. Versbilderbogen. Starnberg 1946.
- Wege am Abend: Gedichte. Bad Wörishofen 1947
- Der Kaminkehrer. (Co-Autor: Alfred von Beckerath), Heidelberg 1958.